# بسیک کودوخوف
بسیک سرودینوویچ کودوخوف (به روسی: Бесик Серoдинович Кудухов) (زادهٔ ۱۵ اوت ۱۹۸۶ – درگذشتهٔ ۲۸ دسامبر ۲۰۱۳) کشتی‌گیر آسی‌تبار کشور روسیه بود که در دسته‌های ۵۵ و ۶۰ کیلوگرم کشتی آزاد فعالیت می‌کرد. کودوخوف برندهٔ مدال برنز المپیک ۲۰۰۸ پکن، مدال نقره المپیک ۲۰۱۲ لندن و قهرمان چهار دورهٔ پیاپی مسابقات قهرمانی کشتی جهان در سال‌های ۲۰۰۷، ۲۰۰۹، ۲۰۱۰ و ۲۰۱۱ شد.
بسیک کودوخوفِ در روز ۲۹ دسامبر سال ۲۰۱۳ در سن ۲۷ سالگی پس از برخورد اتومبیلش با یک کامیون نزدیک شهر آرماویر در جنوب روسیه کشته شد.